# Buchschließe
Buchschließen sind lederne oder metallene Konstruktionselemente vor allem des mittelalterlichen und frühneuzeitlichen Bucheinbands, die dazu dienten, den Buchblock vor dem Sperren und damit dem Eindringen von Staub und Licht zu schützen. Ebenso kann das Buch daran aus dem Regal gezogen werden, wenn der Rücken, wie im Mittelalter und teilweise der frühen Neuzeit üblich, nach hinten zeigt. Auch konnte damit ein Buch vor unberechtigter Einsichtnahme durch abschließbare Schließen beziehungsweise Schlösser, im Buchdeckel untergebracht oder als Vorhängeschloss, geschützt werden.

## Geschichte
Mittelalterliche Bucheinbände besaßen feste Rücken, das heißt, der Buchblock und das Einbandmaterial waren an dieser Stelle fest miteinander verbunden. Trotz des Gewichtes der hölzernen Buchdeckel ließ es sich nicht vermeiden, dass Einband und die meist immer noch pergamentenen Lagen eine Spannung aufbauten, die dazu führte, dass das liegend aufbewahrte Buch regelrecht aufklaffte. Als das Pergament durch Papier als Buchseiten ersetzt wurde, blieb die Notwendigkeit der Schließen weiterhin erhalten, da die sich leicht krümmenden Holzdeckel und die Zugkraft der Überzugsmaterialien stets die Neigung zum Aufsperren des Buches fördern. Die Buchschließen wurden daher aus der logischen Konsequenz entwickelt, einen entsprechenden Gegendruck durch ihre Zugkraft aufbauen zu müssen. Ebenso wie bei den Buchbeschlägen trat jedoch zur schützenden schnell auch eine schmückende Funktion.
Bis ins 16. Jahrhundert blieben die Schließen ein wesentlicher Bestandteil vieler Bücher. In Italien und Frankreich entwickelten sich zu dieser Zeit bereits Bucheinbände ohne Schließen, die in ihrer Gesamtgestaltung einen besonderen Ausdruck des gebildeten Bürgertums darstellten. Während in Mitteleuropa zwei Schließen am Vorderschnitt üblich waren, fügte man in Italien oder in von italienischem Einbandschaffen beeinflussten Regionen je eine zusätzliche an Kopf- und Fußschnitt hinzu. Die Möglichkeiten der Gestaltung von Schließen waren dabei vielfältig. Luxuseinbände wurden meist mit kostbar gearbeiteten Metallschließen verziert, die sich in ihrer Dekoration an den Beschlag anlehnten. Gebrauchseinbände hingegen wiesen meist schlichte Messingschließen mit Leder- oder Metallscharnieren auf, die, besonders aus Nürnberg kommend, in weiten Teilen des deutschsprachigen Kulturraums vertrieben wurden.
Mit dem Aufkommen von Pappdeckeln ging man dazu über, metallene Schließen gelegentlich durch Lederriemen oder Stoffbänder zu ersetzen. Aber diese Handhabe überlebte sich schnell. Die sich immer mehr durchsetzende stehende Lagerung der Bücher in Regalen ließ Schließen oder verwandte Elemente spätestens ab dem 17. Jahrhundert überflüssig werden. Zusammen mit den Beschlägen wurden sie zwecks einer rationelleren Aufbewahrung in der Neuzeit daher oft entfernt. Nur wenige Bücher wurden noch mit Schließen versehen, so etwa zur Mitnahme auf Reisen bestimmte Gebetbücher und Ähnliches; an vielen Büchern dieser Art, insbesondere aus der Zeit des Historismus, überwog zudem die Schmuckfunktion.
Schließen existieren heute nur noch in Ausnahmefällen, zum Beispiel bei Tagebüchern. Hier steht eher der Schutz des Inhaltes vor unbefugter Rezeption und nicht der des Materials des Buchblocks im Vordergrund.

## Varianten

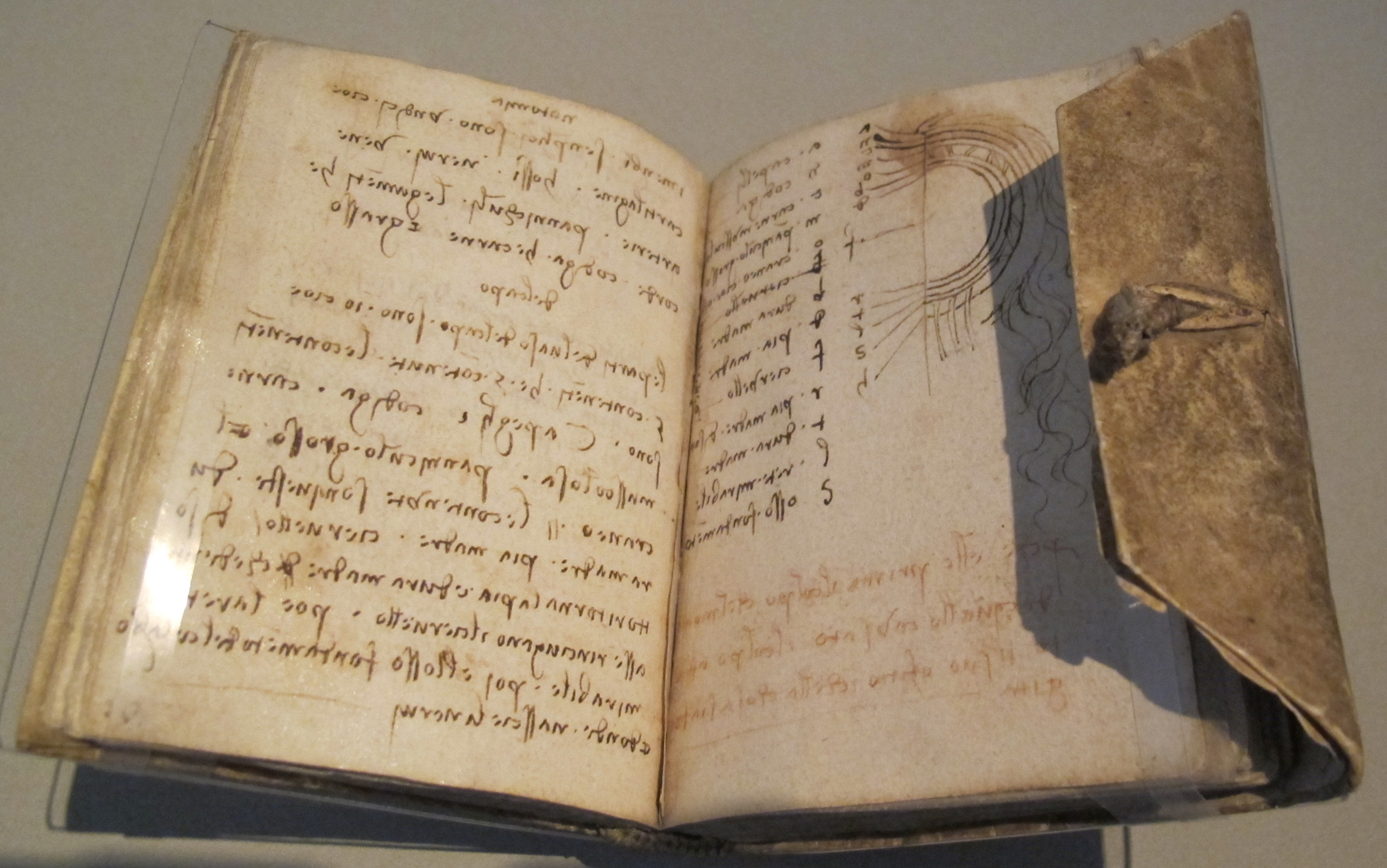
Buchschließe als Knebelverschluss:
Codex Forster III, Notizbuch des Leonardo da Vinci im Originaleinband (um 1493–1496, Victoria and Albert Museum, London)

Die Einbandforschung unterscheidet sieben verschiedene Typen der Schließenkonstruktion:
- Langriemenschließen aus Leder, die um das Buch herumgeführt und dort befestigt werden.
- Als Variante der ersten Konstruktion: Langriemenschließen, die an übergreifenden Pergament- oder Lederklappen befestigt sind (üblich bei Kopert- oder Aktenbänden).
- Leder- oder Pergamentriemen, die das Buch durch Umwickelung und Verknotung in sich selbst verschließen.
- Leder- oder Pergamentbänder, die um auf dem Vorderdeckel oder Rücken befindliche Knöpfe geschlungen werden (besonders bei Koperten verbreitet).
- Geflochtene Lederriemenschließen (Griechenland, Spanien und Italien)
- Lederschließen mit Metallbeschlag oder Lederscharnier.
- Metallschließen mit Metallscharnier.
- Schließen mit Schloß